# Thermalbad Bad Zurzach

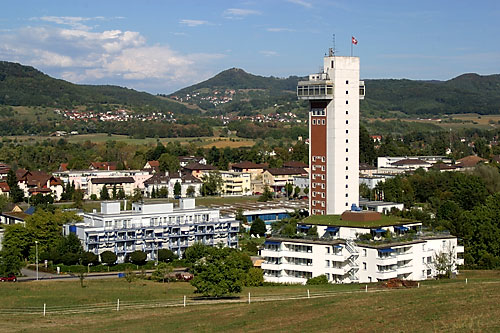
Das Thermalbad Bad Zurzach, im Hintergrund die Küssaburg

Das Thermalbad Bad Zurzach entstand aus einer glaubersalzhaltigen Mineralquelle in Bad Zurzach in der Schweiz. Das Thermalwasser Bad Zurzach hat eine natürliche Temperatur von 39,9 °C und stammt aus 430 m Tiefe.

## Geschichte
Auf der Suche nach Steinsalz fand man bei Bohrungen durch die schweizerische Sodafabrik in einer Tiefe von 416 Metern eine warme Quelle, die artesisch aus dem Bohrloch sprudelte. Die Untersuchungen zeigten, dass es sich um vorzügliches Mineralwasser handelte. Die wirtschaftliche Situation machte eine Erschliessung zunächst nicht möglich.
Der Arzt Martin Erb war von der heilenden Wirkung des Wassers überzeugt und mobilisierte Interessenten, um finanzielle Mittel für eine weitere Bohrung generieren zu können. Am 5. September 1955 war es so weit: aus einer Tiefe von 429,6 Metern schoss das 39,9 °C warme Wasser aus dem Urgestein hervor.
Im Museum Höfli ist eine Ausstellung zu der Geschichte der Quelle zu sehen. Die Quelle wird auch für die Herstellung von Mineralwasser durch die Mineralquelle Zurzach genutzt.

## Anwendung
Die Rehaklinik nutzt das Wasser bei Beschwerden am Bewegungsapparat (Rheuma, Arthrose), bei neurologischen Krankheitsbildern (Hirnschlag, Lähmungen, Parkinson) sowie bei Gefässerkrankungen nach Tumor- und Krebserkrankungen und chronischen Schmerzzuständen.